# كارلوس إستيفيه
كارلوس إستيفيه هو رسام كوبي، ولد في 1969.